# 佐賀県立神埼清明高等学校
佐賀県立神埼清明高等学校（さがけんりつ かんざきせいめいこうとうがっこう, Saga Prefectural Kanzaki Seimei High School）は、佐賀県神埼市神埼町横武に所在する県立高等学校。

## 設置学科
- 全日制課程 総合学科 （単位制）6系列[1]
  - みどりの系列 - 農業
  - 食品科学系列 - 食品の性質・製造、栄養・調理
  - 生活福祉系列 - 福祉や介護
  - 情報ビジネス系列 - 情報処理や簿記などの商業に関する科目
  - 健康・スポーツ系列 - スポーツ・レクレーションや健康
  - 人文教養系列 - 普通教科を中心に幅広い教養

## 概要
歴史
1913年（大正2年）に開校した「神埼郡地主立農産学校」を前身とする。1948年（昭和23年）の学制改革により、「佐賀県立神埼農業高等学校」（新制高等学校）となった。1996年（平成8年）に農業高等学校から総合学科を設置する「佐賀県立神埼清明高等学校」（現校名）に改編された。2013年（平成25年）には創立100周年を迎えている。
所在地
北に隣接して、2021年（令和3年）に移転してきた佐賀県立神埼高等学校がある。
神埼清明・神埼の2校は、生徒減少に伴って2010年代に再編統合が検討されたが据え置きとなっており、佐賀県は隣接する校地で連携を強めていく計画を発表している。
校訓
「清明・創造・精励・敬礼」
校章
総合学科校になった1996年（平成8年）に制定。一番上に3つの丸（横並び）を置き、その下に校名の「神埼清明（Kanzaki Seimei）」の頭文字KSを置いている。
校歌
総合学科校に移行が完了した1998年（平成10年）に制定。作詞は生徒有志と加藤登紀子、作曲は加藤登紀子による。タイトルは「今、時を刻む」。歌詞は3番まであり、校名は歌詞の中に登場しない。
当時の前田勝行校長が、かつての教え子とその友人をつてに加藤登紀子に校歌の制作を依頼。生徒や地域から公募した歌詞をもとに曲をつくり、“バンドでやってほしい校歌”が完成した。歌詞に校名すら入っていないのは、「学校を離れても愛唱できる明るい歌を」との願いをこめたから。試作テープが送られてきた時に当時の教職員らは一瞬、耳を疑ったらしいが、やわらかい校風に合いそうだと自信を持って発表した。

## 沿革
旧・農学校
- 1913年（大正2年）4月1日 - 「神埼郡地主立農産学校」が開校。
- 1918年（大正7年）4月1日 - 「神埼郡立神埼農学校」と改称。
- 1920年（大正9年）4月15日 - 新校舎が完成し、神埼郡仁比山村大字鶴から神埼町大字鶴3456番地に移転。
- 1923年（大正12年）4月1日 - 移管により、「佐賀県立神埼農学校」と改称。

旧・農業高等学校
- 1948年（昭和23年）4月1日 - 学制改革（六・三・三制の実施）により、「佐賀県立神埼農業高等学校」（新制高等学校）が発足。
  - 全日制農業課程と定時制農業課程を設置。
- 1952年（昭和27年）4月1日 - 畜産課程・農業加工課程を設置。女子部を農村家庭課程に改称。校歌を制定。
- 1957年（昭和32年）4月1日 - 佐賀県立神埼高等学校から三脊分校を移管される。
- 1963年（昭和38年）4月1日 - 農村家庭課程を生活科と改称。
- 1969年（昭和44年）4月1日 - 農産加工科を食品化学科と改称。
- 1971年（昭和46年）1月14日 - 定時制課程農業科の募集を停止。
- 1973年（昭和48年）1月27日 - 三脊分校の募集を停止。
- 1974年（昭和49年）3月31日 - 定時制課程を廃止。
- 1976年（昭和51年）3月31日 - 三脊分校を廃止。
- 1980年（昭和55年）3月28日 - 現在地に校舎を新築し移転。
- 1988年（昭和63年）4月1日 - 生活科を生活文化科と改称。

総合学科校（現在）
- 1996年（平成8年）4月1日 - 「佐賀県立神埼清明高等学校」（現校名）と改称。総合学科を設置。
- 1998年（平成10年）
  - 3月31日 - 農業に関する学科と生活科が最後の卒業生（旧・神埼農業高等学校 1995年（平成7年）入学生）を送り出し、廃止される。
  - 4月 - 総合学科校への移行が完了（3学年すべてが総合学科となる）。

旧・三脊分校（みつせ）
- 1948年（昭和23年）4月10日 - 脊振村立脊振中学校に付設研究科を設立。

- 1952年（昭和27年）4月12日 - 佐賀県立神埼高等学校 脊振分校が設置される。
- 1955年（昭和30年）5月1日 - 佐賀県立神埼高等学校三脊分校と改称。三瀬校舎と脊振校舎に分かれる。
- 1956年（昭和31年）
  - 5月20日 - 神埼郡三瀬村に三瀬校舎が竣工。
  - 5月30日 - 神埼郡脊振村広滝に脊振校舎が竣工。
- 1957年（昭和32年）4月1日 - 佐賀県立神埼農業高等学校に移管され、同校三脊分校となる。
- 1973年（昭和48年）1月27日 - 募集を停止。
- 1976年（昭和51年）3月31日 - 閉校。

## 部活動
運動部
- 新体操部（男）- 男子団体で全国高校総体を6度、全国高校選抜を2度優勝している。
- 陸上競技部
- ハンドボール部
- 野球部
- 卓球部
- バドミントン部
- バレーボール部（女）
- テニス部

文化部
- 美術部
- 音楽部
- 情報処理部
- 国際ボランティア部
- 茶・華道部
- 放送部
- 書道部

## 著名な出身者
- 大江海透（プロ野球選手）
- 福井亜由美（ハンドボール選手）